# 瀋陽森林野生動物園
瀋陽森林野生動物園是中國大陸的一個私營動物園，位於瀋陽市棋盤山風景區。
瀋陽森林野生動物園在2010年有國寶野生動物等餓死事件，因此國際著名。

## 历史
瀋陽森林野生動物園於1999年成立，由大連致誠企業集團有限公司和成吉思汗國際企業集團公司出資本。
瀋陽森林野生動物園是中國國家一級森林野生動物園。距瀋陽市中心25公里，園區佔地面積240萬平方米，即是3600畝。該野生動物園由前瀋陽市動物園（市區小河沿）搬遷新建而成。其園林景觀由日本東京瀨戶內造園株式會社風景堂設計。園區分為野生放養車行觀賞區、步行籠養觀賞區、湖濱樂場三部分組成。而野生放養車行觀賞區由虎山、熊坳、狼谷、獅嶺、亞洲動物草原、水禽湖組成。其它還有稀有物種繁殖基地，及國家級鶴類人工繁殖研究基地。 　

## 餓死事件
2009年11月13日，園內一條老虎傷人，因此政府部門責令封園整改安全，並每日支助1萬8千元飼料款。其後出現11隻國家一級保護動物東北虎相繼餓死。其它瀕危物種都不正常去世，包括:
- 國家一級保護動物丹頂鶴1隻
- 國家二級保護動物紅面猴4隻
- 國家二級保護動物獼猴1隻
- 其它動物包括:
  - 非洲獅1隻
  - 牦牛1隻
  - 鴕鳥2隻
  - 跳羚1隻
  - 駱駝4隻
  - 狼1隻
- 貉子1隻
- 蒙古馬1隻
  - 黃羽鶴1隻
  - 斑點狗1隻

## 外部參考
1. ↑  .   [2010-03-17]. （原始内容存档于2012-05-27）.